# Acartus penicillatus
Acartus penicillatus es una especie de escarabajo longicornio del género Acartus, tribu Acanthocinini, subfamilia Lamiinae. Fue descrita científicamente por Aurivillius en 1907.

## Descripción
Mide 7,5-9 milímetros de longitud.

## Distribución
Se distribuye por Kenia y Sudáfrica.